# Przygody kapitana Załganowa
Przygody kapitana Załganowa / Przygody kapitana Łgarskiego (ros. Приключения капитана Врунгеля, Prikluczenija kapitana Wrungelia, 1976–1979) – radziecki serial animowany w reżyserii Dawida Czerkasskiego powstały na podstawie powieści Andrieja Niekrasowa o tej samej nazwie.

## Obsada
- Zinowij Gerdt jako Kapitan Załganow (Kapitan Wrungiel)
- Grigorij Kiszko
- Jewgienij Papierny jako Łom
- Grigorij Szpigiel jako Agent 007

## Nagrody
Nagrody na Wszechzwiązkowym Festiwalu Filmów Telewizyjnych w Erywaniu i Międzynarodowym Festiwalu Filmów Telewizyjnych w Czechosłowacji.

## Wersja polska
- Wersja polska: Studio Opracowań Filmów w Łodzi
- Reżyseria: Czesław Staszewski
- Tekst: Elżbieta Włodarczyk
- Dźwięk: Elżbieta Matulewicz
- Montaż: Łucja Kryńska
- Kierownictwo produkcji: Edward Kupsz

Źródło: